# Malford Milligan
Malford Milligan (Taylor [Texas], 29 de Março de 1959) é um cantor de blues e de rock texano.
Em 2000, a revista "The Austin Chronicle" o considerou "O melhor Vocalista da Decada" (“Best Male Vocalist of the Decade.") Ele ganhou o prêmio de "Melhor vocalista do ano" ("Best Male Volcalist") desta mesma revista em 6 oportunidades: 1992-93, 1994-95, 1995-96, 1996-97, 1997-98, 1998-99.
Entre os seus trabalhos mais famosos estão a participação na banda Storyville (de 1994 a 2000), que teve a canção “Born Without You” aparecendo na parada de sucesso "Billboard’s Mainstream Rock Chart" em 1998, uma participação no álbum Been a Long Time da banda Double Trouble, participação em duas faixas do álbum Live and Beyond, da banda Alien Love Child, e mais recentemente os vocais na canção "Brilliant Room" do álbum Up Close, de Eric Johnson.
Uma curiosidade a seu respeito é que ele tem albinismo.

## Discografia

### Álbuns beneficentes[4]
- 2000 - The Gospel According to Austin (Various artists)
- 2001 - The Gospel According to Austin, Vol. 2 (Malford Milligan & Friends)

### ComThe Boneshakers[5]
- 2001 - Pouring Gasoline

### ComStoryville
- 1994 - Bluest Eyes
- 1996 - A Piece Of Your Soul
- 1998 - Dog Years
- 2007 - Live At Antones

### ComGreg Koch
- 2009 - Greg Koch & Malford Milligan - Nation Sack[6]

### ComMalford Milligan Band[7]
- 2002 - Sweet Cherry Soul
- 2006 - No Good Deed Goes Unpunished
- 2006 - Rides Again...

### Participações em Outros Álbuns
- 2000 - Alien Love Child: Live and Beyond - Vocais nas faixas "Don't Cha Know" e "Once a Part of Me"
- 2001 - Double Trouble: Been A Long Time - Vocais na faixa "Skyscraper"
- 2010 - Eric Johnson: Up Close - Vocais na faixa "Brilliant Room"
- 2014 - Eric Johnson & Mike Stern: Eclectic - Vocais em "Roll With it"

## prêmios e Indicações
| Ano  | Prêmio                                  | Categoria                         | Resultado | Ref.  |
| ---- | --------------------------------------- | --------------------------------- | --------- | ----- |
| 2014 | Austin Chronicles - Austin Music Awards | Male Vocals                       | Venceu    | [ 8 ] |
| 1998 | Austin Chronicles - Austin Music Awards | Best Male Vocals                  | Venceu    | [ 8 ] |
| 1997 | Austin Chronicles - Austin Music Awards | Best Male Vocals                  | Venceu    | [ 8 ] |
| 1996 | Austin Chronicles - Austin Music Awards | Best Male Vocals                  | Venceu    | [ 8 ] |
| 1995 | Austin Chronicles - Austin Music Awards | Best Male Vocals                  | Venceu    | [ 8 ] |
| 1994 | Austin Chronicles - Austin Music Awards | Best Male Vocals                  | Venceu    | [ 8 ] |
| 1993 | Austin Chronicles - Austin Music Awards | Best Soul (Best Performing Bands) | Venceu    | [ 8 ] |
| 1992 | Austin Chronicles - Austin Music Awards | Best Male Vocals                  | Venceu    | [ 8 ] |